# 메디톡스
메디톡스(영어: Medy-Tox Inc.)는 대한민국의 글로벌 바이오제약 기업으로서, 2000년에 설립되었으며 보툴리눔 독소를 이용한 바이오 의약품의 연구·개발, 제조·판매를 영위하는 중견기업이다.

## 개요
㈜메디톡스는 전 세계에서 유일하게 각각의 특장점을 갖춘 3종류의 보툴리눔 톡신 제제(메디톡신, 이노톡스, 코어톡스)를 자체 개발한 R&D(연구개발) 기반의 바이오제약 기업이다.
㈜메디톡스는 2006년 국산 보툴리눔 톡신 제제 '메디톡신'을 출시하면서 전량 수입제품이 차지하던 독과점 시장을 타파했다. 또한, 세계 최초로 비동물성 보툴리눔 톡신 제제 '이노톡스', '코어톡스'를 연이어 출시하며 시장에서 입지를 굳혔다.
특히, 비동물성 액상형 보툴리눔 톡신 제제 'MT10109L'의 미국 FDA 품목허가신청서(BLA)를 준비 중이며, 계열사 뉴메코가 차세대 보툴리눔 톡신 제제 '뉴럭스'를 국내 출시하기도 했다. 이 외에도 보툴리눔 톡신 제제와 시너지를 낼 수 있는 히알루론산 필러 '뉴라미스'를 시장에 내놓았다.
또한, 더마코스메틱 브랜드 '뉴라덤', 특허 유산균 '칸의 아침' 등 신사업을 확장하고 있으며, 차세대 지방분해 주사제 'MT921'의 국내 품목허가도 추진하는 등 파이프라인 개발에도 주력하고 있다.

## 제품
㈜메디톡스의 주요 제품 라인업으로 보툴리눔 톡신 제제와 히알루론산(HA) 필러, 더마코스메틱이 있다.

### 보툴리눔 톡신 제제
- 메디톡신®주(수출명: NEURONOX)

2006년 국내 최초, 세계 4번째로 개발된 보툴리눔 톡신 A형 제제다. 전 세계적으로 판매되고 있는 메디톡스의 대표적인 제품이며 50단위, 100단위, 150단위, 200단위 등 4종의 제품 라인을 갖췄다.
- 이노톡스®주

2014년 세계 최초로 개발된 액상 제형의 보툴리눔 톡신 A형 제제. 사람혈청 알부민과 함께 제조공정상의 동물성 유래물질을 완전히 배제하여 안전성을 강화한 제품이다. 또한 액상 제형으로 개발돼 별도 희석 과정 없이 바로 사용 가능하며, 시술자의 편의성 개선과 정밀한 시술 용량 산정에도 용이하다. 25단위, 50단위, 100단위로 3종의 제품 라인을 보유하고 있다.
- 코어톡스®주

2016년 국내 시판 허가 획득. 보툴리눔 톡신 단백질 복합체(900kDa)에서 복합 단백질을 제거하고, 핵심 활성성분인 신경독소(150kDa)만 정제한 의약품. 사람혈청알부민과 제조공정상 동물성 유래물질을 완전히 배제하여 안전성을 높였다.
- 뉴럭스®주

메디톡스 계열사 뉴메코의 첫 보툴리눔 톡신 제제 ‘뉴럭스(NEWLUX)’는 동결건조 제형의 차세대 톡신 제제다. 원액 생산 과정에서 동물유래성분을 배제하여 안전성을 강화한 것이 특징이며, 비화학적 처리 공정을 통해 유효 신경독소 단백질의 변성을 최소화함은 물론, 최신 제조공정을 적용해 생산 수율과 품질(순도)도 향상시켰다.

### 히알루론산 필러
- 뉴라미스®

미국 FDA 및 유럽 EDQM에 등재된 히알루론산 원료 사용으로 안전성을 강화한 필러. 총 6개의 제품 라인으로 구성됐다. 2025년, 출시 12년만에 5,000만 시린지 판매를 돌파했다. 전 세계 35개국에서 판매 중인 데다 CE인증을 획득면서 글로벌 시장에 성공적으로 안착했다. 2024년 8월 우크라이나 의료기기 규제당국(UCMCP)으로부터 오송 3공장의 신규 제조소 추가 승인을 받으며, 동유럽 시장 확대의 발판을 마련했다.
- 아띠에르®

히알루론산 필러 아띠에르(Atière)는 ‘날개(Alie)를 단 예술(Art)’이라는 뜻으로 독자 기술을 통해 이상적인 탄성과 점성의 조합을 적용했으며, 3종의 제품 라인을 갖췄다. 또한, 제조 과정에서 동물성 배지 및 효소를 사용하지 않아 바이러스 감염 위험을 최소화한 것이 특징이다. 2024년 6월 인도네시아 보건당국으로부터 제품 라인 3종에 대한 품목허가를 받았다. 특히, 대량 생산 체계를 갖춘 오송 3공장에 첫 해외 필러 제품으로 등록되기도 했다.

### 더마코스메틱
- 뉴라덤®

메디톡스가 자체 개발한 안티에이징 기술 ‘엠바이옴(M.Biome)’ 기반의 뉴로더마 코스메틱 브랜드. 2023년 3월 대대적 라인업 확장과 리뉴얼을 진행했다. 병·의원 전용 제품으로 구성된 ‘클리닉더마’ 라인과 데일리 스킨케어를 위해 피부 자극 성분을 최소화한 기초 화장품 ‘베이직더마’ 라인으로 구성됐으며, 아마존, 큐텐 등 글로벌 온라인 쇼핑 플랫폼 입점을 완료했다. 2023년 7월에는 베트남 현지 유통사와 공급 계약을 체결, 동남아시아 지역 더마코스메틱 시장 공략에 본격 나섰다. 2023년 10월에는 신세계면세점과 백화점 입점에 성공했으며, 같은 해 11월 프리미엄 라인 '뉴라덤 코어타임 앰플'을 출시하고 홈쇼핑 런칭에 성공했다. 현재 올리브영 등 주요 판매처를 확보하고 더마크림, 시너지 에센스 등의 신제품도 지속 출시하고 있다.

## 본점 및 지점 현황
- 본점: 충청북도 청주시 청원구 오창읍 각리1길 78
- 서울지점: 서울특별시 강남구 테헤란로 626 (대치동, 메디톡스빌딩)
- 오송2공장: 충청북도 청주시 흥덕구 오송읍 오송생명6로 71
- 오송3공장: 충청북도 청주시 흥덕구 오송읍 오송생명4로 102
- 광교R&D센터: 경기도 수원시 영통구 센트럴타운로 114 (이의동)
- 오송R&D센터: 충청북도 청주시 흥덕구 오송읍 오송생명 4로 102

## 연혁
- 2000년 메디톡스 설립 (5월 2일)
- 2001년 메디톡스 부설 '미생물 독소 연구소' 설립
- 2002년 메디톡스 제1공장 (오창) 준공
- 2004년 메디톡스 제1공장 (오창) KGMP 승인
- 2006년 메디톡신®주 100단위 국내 시판 허가 획득
- 2007년 메디톡스 서울사무소 개소
- 2008년 바이오스타 사업자 선정 (지식경제부)
- 2009년 코스닥 상장 (1월 6일)
- 2010년 이노비즈(INNO-BIZ: Innovation Business)기업 선정
- 2011년 세계일류기술연구센터(WATC) 선정 (지식경제부)
- 2012년 코스닥 히든챔피언 선정 (한국거래소)
- 2013년 이노톡스®주 25단위 국내 시판 허가 획득
- 2014년 cGMP / EU GMP 기준의 메디톡스 제2공장(오송) 준공
- 2015년 포브스 ‘2015 아시아 200대 유망 중소기업’ 선정
- 2016년 코어톡스® 100단위 국내 시판 허가 획득
- 2017년 메디톡스빌딩(서울 강남구 대치동)으로 사옥 이전
- 2018년 1억불 수출의 탑 수상
- 2019년 '2019 아시아에서 가장 신뢰 받는 기업' 선정
- 2020년 코스메슈티컬 브랜드 '뉴라덤' 출시
- 2021년 경쟁사 파트너사 합의에 따른 미국 국제무역위원회 소송 종료
- 2022년 미국 국제무역위원회(ITC)에 H사에 대한 균주 및 제조공정 도용 혐의 제소

- 2023년 메디톡스 계열사 뉴메코, 차세대 보툴리눔 톡신 제제 '뉴럭스' 국내 출시
- 2024년 메디톡스 오송 3공장 E동 KGMP 승인